# Thermophymatospora fibuligera
Thermophymatospora fibuligera är en svampart som beskrevs av Udagawa, Awao & Abdullah 1986. Thermophymatospora fibuligera ingår i släktet Thermophymatospora och familjen Polyporaceae.   Inga underarter finns listade i Catalogue of Life.